# Keratella javana
Keratella javana är en hjuldjursart som beskrevs av Hauer 1937. Keratella javana ingår i släktet Keratella och familjen Brachionidae. Inga underarter finns listade i Catalogue of Life.